# Together Again (песня Джанет Джексон)
«Together Again» — песня, записанная американской певицей Джанет Джексон для её шестого студийного альбома The Velvet Rope (1997). Спродюсированная Джексон, Джимми Джемом и Терри Льюисом композиция была выпущена, как второй сингл из альбома 2 декабря 1997 года.
В 1998 году песня получила награду 47-й церемонии BMI Pop Awards за миллион радиоротаций в эфире американских радиостанций. «Together Again» стала самым успешным синглом в карьере Джексон, разойдясь тиражом более шести миллионов экземпляров по всему миру и войдя в список самых продаваемых в мире синглов.

## Предыстория и запись
«Together Again» была посвящена другу Джексон, который умер из-за СПИДа, а также всем жертвам этой болезни и их родственникам по всему миру. По сообщениям, Джексон решила написать данную песню, как из-за её собственного жизненного опыта, так и из-за того, что однажды получила электронное письмо от поклонника, который оказался маленьким мальчиком из Англии, недавно потерявшим отца.
Знаешь, меня действительно сильно вдохновила одна вещь, «Runaway». Не моя песня, а та, которую написал Луи Вега… Я постоянно слушала её весь этот год, потому что она напоминает то время, когда мне было десять лет и я попала в Студию 54 в Нью-Йорке. Это был первый клуб, который я посетила в Нью-Йорке. И это песня давала мне постоянное ощущение этакого нью-йоркского диско и я захотела создать что-то, что вызывало бы во мне такие же чувства.
Как рассказывал Джимми Джем, «для неё это имело большое значение, потому что песня была о её друге, которого она потеряла из-за СПИДа, но как и с другими её песнями, она старалась сделать её понятной для каждого человека. Идея была в том, чтобы передать через музыку песни радостные чувства». Аранжировка песни была написана за 30 минут Джемом, Льюисом и Джексон в студии звукозаписи. Когда певица придумала мелодию, она написала для песни текст. Джем и Льюис спродюсировали три версии песни: оригинальную танцевальную версию, «Deep Remix» в жанрах R&B и хип-хопа и «Deeper Remix» в жанрах R&B и соула. Оригинальная версия была создана под вдохновением от композиции «Last Dance» Донны Саммер.

## Музыка и текст
«Together Again» соединяла в себе влияния поп-музыки, диско и хауса. В песне были записаны мощные басовые партии, а её аранжировка создавала атмосферу произведений девичьих соул-групп 1960-х. Ларри Флик из Billboard называл песню одной из лучших танцевальных записей года и посчитал, что с ней певица сделала рискованный шаг, представив публике нетипичный для себя трек, имевший серьёзное влияние хауса. Он описывал композицию, как «интенсивное и эмоциональное путешествие, соединяющее слезливый текст с мускулистым, но совершенно оправданным здесь битом».

## Коммерческий успех
«Together Again» стала одним из самых успешных хитов Джанет Джексон. Песня возглавляла американский чарт Billboard Hot 100 две недели и достигла 8 позиции в Hot R&B/Hip-Hop Singles & Tracks. «Together Again» также провела рекордные 46 недель в сотне лучших синглов Hot 100. В январе 1998 года сингл получил золотую сертификацию в США. Песня получила аналогичный успех по всему миру. В Австралии песня стала самым успешным синглом певицы, достигнув 4 позиции в национальном чарте и была сертифицирована как дважды-платиновая за 140 тысяч проданных экземпляров. В Канаде сингл достиг 2 позиции и попал в топ-5 чартов большинства европейских стран. Он получил платиновый сертификат в Великобритании, Франции и Германии, дважды-платиновый в Новой Зеландии и золотой в Швейцарии.
По итогам 1998 года, сингл попал во многие годовые чарты журнала Billboard: на 6-е место в главном чарте Hot 100, на 16-е в чарте продаж синглов Hot 100 Singles Sales, на 14-е в чарте радиоротаций Hot 100 Singles Airplay, на 50-е в чарте проигрываний клубной музыки Hot 50 Dance Club-play Singles и на 26-е в чарте продаж танцевальных макси-синглов. «Together Again» был продан в количестве более 6 миллионов экземпляров по всему миру, стал самым коммерчески успешным для Джексон и вошёл в список самых продаваемых в мире синглов.